# Batalla de Woden's Burg (592)
La Crónica anglosajona registra una batalla luchada en el año 592 en Woden Burg, el túmulo alargado neolítico ahora conocido como la tumba de Adam, cerca de Marlborough, Wiltshire. La entrada para el año dice: "Su micel wælfill wæs æt Woddes beorge, 7 Ceawlin wæs ut adrifen." (Hubo una gran matanza en el cerro de Woden y Ceawlin fue expulsado).
Ceawlin era rey del anglosajón Wessex. En la mayoría de las versiones de la Crónica anglosajona la entrada no menciona la identidad de la fuerza enemiga de Ceawlin pero una versión, Manuscrito E, dice que eran Britanos. Yorke, aun así, dice que el adversario era Ceol, su sobrino. Ceawlin murió al año siguiente y fue sucedido por Ceol; su hijo Cuthwine se exilió.
La Crónica recuerda una segunda batalla en el mismo lugar en 715. El área era de importancia estratégica por su situación cerca del cruce de los antiguos Ridgeway con Wansdyke.